# Ла Плата (Мериленд)
Ла Плата (енгл. La Plata) град је у америчкој савезној држави Мериленд.

## Демографија
По попису из 2010. године број становника је 8.753, што је 2.202 (33,6%) становника више него 2000. године.
| Група             | 2000.         | 2010.         |
| Белци             | 4.712 (71,9%) | 5.645 (64,5%) |
| Афроамериканци    | 1.552 (23,7%) | 2.339 (26,7%) |
| Азијати           | 102 (1,6%)    | 233 (2,7%)    |
| Хиспаноамериканци | 85 (1,3%)     | 276 (3,2%)    |
| Укупно            | 6.551         | 8.753         |